# Tetragonula biroi
Tetragonula biroi là một loài Hymenoptera trong họ Apidae. Loài này được Friese mô tả khoa học năm 1898.